# 190
Правління Коммода в Римській імперії. Скарбниця порожніє, знижується вміст срібла в денарії.
У Китаї править династія Хань, в Індії — Кушанська імперія. Продовжується повстання жовтих пов'язок.

## Події
- Частина Рима знищена пожежею. Імператор Коммод наказує відбудувати місто під назвою Колонія Коммодіана.
- Римляни побудували дорогу через перевал Семпіоне в Альпах.
- У Китаї пертурбації. Війська Дун Чжо захоплюють і плюндрують столицю Лоян, двір утікає в Сіань. Формується коаліція проти Дун Чжо.
- У Парфянському царстві невдала спроба перевороту.
- Прихід до влади в Ляодуні роду Гунів

## Народились
Див. також Категорія:Народились 190

## Померли
Див. також Категорія:Померли 190